# Баунтіфул (Юта)
Баунтіфул (англ. Bountiful) — місто (англ. city) в США, в окрузі Девіс штату Юта. Населення — 45 762 особи (2020).

## Географія
Баунтіфул розташований за координатами 40°52′21″ пн. ш. 111°51′40″ зх. д. / 40.87250° пн. ш. 111.86111° зх. д. (40.872477, -111.861210).  За даними Бюро перепису населення США в 2010 році місто мало площу 34,90 км², з яких 34,84 км² — суходіл та 0,05 км² — водойми.

## Демографія
Згідно з переписом 2010 року, у місті мешкали 42 552 особи в 14 504 домогосподарствах у складі 11 078 родин. Густота населення становила 1219 осіб/км².  Було 15193 помешкання (435/км²).
Расовий склад населення:
| - 93,1 % — білих - 1,4 % — азіатів - 0,9 % — вихідців з тихоокеанських островів - 0,5 % — чорних або афроамериканців - 0,4 % — корінних американців - 1,8 % — осіб інших рас |

До двох чи більше рас належало 1,9 %. Частка іспаномовних становила 4,9 % від усіх жителів.
За віковим діапазоном населення розподілялося таким чином: 28,7 % — особи молодші 18 років, 55,0 % — особи у віці 18—64 років, 16,3 % — особи у віці 65 років та старші. Медіана віку мешканця становила 34,2 року. На 100 осіб жіночої статі у місті припадало 95,4 чоловіків;  на 100 жінок у віці від 18 років та старших — 91,6 чоловіків також старших 18 років.
Середній дохід на одне домашнє господарство  становив 84 188 доларів США (медіана — 64 123), а середній дохід на одну сім'ю — 94 612 долари (медіана — 71 837). Медіана доходів становила 54 694 долари для чоловіків та 38 684 долари для жінок. За межею бідності перебувало 7,9 % осіб, у тому числі 7,9 % дітей у віці до 18 років та 6,1 % осіб у віці 65 років та старших.
Цивільне працевлаштоване населення становило 19 199 осіб. Основні галузі зайнятості: освіта, охорона здоров'я та соціальна допомога — 22,8 %, науковці, спеціалісти, менеджери — 13,3 %, роздрібна торгівля — 12,3 %.